# Alain-Pierre Zivie
Alain-Pierre Zivie, né le 11 février 1947 à La Tronche, près de Grenoble, est un égyptologue français. Pensionnaire de l'Institut français d'archéologie orientale, il est devenu par la suite directeur de recherche au Centre national de la recherche scientifique (UMR 8567, Centre Louis Gernet). Il obtient un doctorat en études orientales de l'université Paris 4 en 1971, sous la direction de Jean Yoyotte
Travaillant pour le compte de la Mission archéologique française du Bubasteion (MAFB), qu'il a fondée, il a mis au jour à Saqqarah, dans la falaise dite du Bubasteion, la sépulture d'Aper-el, vizir d'Amenhotep III puis d'Akhénaton (XVIIIe dynastie). Dans cette même zone, il a également découvert la tombe de Maïa, la mère nourricière du roi Toutânkhamon, ainsi que celle d'un ambassadeur de l'Égypte auprès des Hattis.
L'association à but non lucratif Hypogées, qu'il a fondée à Paris en 1999, a pour objet est de soutenir, développer et faire connaître les recherches scientifiques menées ou appelées à être menées dans les hypogées, c'est-à-dire les monuments souterrains ou semi-souterrains de l'Égypte ancienne. Chaque fois que cela est possible, Hypogées agit en accord et en collaboration tant avec les institutions publiques qu'avec les sociétés et compagnies de toute nationalité soutenant les recherches et travaux des missions archéologiques concernées, en particulier ceux de la MAFB.

## Publications
- Memphis et ses nécropoles au Nouvel Empire : nouvelles données, nouvelles questions : actes du colloque international CNRS, Paris, 9 au 11 octobre 1986, éd. par Alain-Pierre Zivie, Paris, Éditions du CNRS, 1988
- Découverte à Saqqarah : le vizir oublié, Paris, Éditions du Seuil, 1990
- Les tombeaux retrouvés de Saqqara, Monaco, Éditions du Rocher, 2003
- La prison de Joseph : l'Égypte des pharaons et le monde de la Bible, Bayard Culture, 2004
- La tombe de Maïa, mère nourricière du roi Toutânkhamon et grande du harem (Bub. I.20), Toulouse, Caracara, 2009
- La tombe de Thoutmes, directeur des peintres dans la Place de Maât (Bub. I.19), Toulouse, Caracara, 2013